# Cacatoès corella
Cacatua sanguinea
Espèce
Répartition géographique
Statut de conservation UICN

 LC  : Préoccupation mineure
Statut CITES
Le Cacatoès corella (Cacatua sanguinea) est une espèce d'oiseaux de la famille des Cacatuidae.

## Répartition
Cet oiseau est originaire d'Australie et de Nouvelle-Guinée.

## Description
Il mesure entre 36 et 40 cm de longueur pour une masse de 500 à 580 g. Il ne présente pas de dimorphisme sexuel. Son plumage est blanc. Les zones de peau nue entourant les yeux sont bleu pâle chez l'immature et plus réduites que chez l'adulte.

## Sous-espèces
D'après la classification de référence (version 5.2, 2015) du Congrès ornithologique international, cette espèce est constituée des cinq sous-espèces suivantes (ordre phylogénique) :
- Cacatua sanguinea transfreta ; présent en Nouvelle-Guinée ;
- Cacatua sanguinea sanguinea ;
- Cacatua sanguinea westralensis ;
- Cacatua sanguinea gymnopis ;
- Cacatua sanguinea normantoni.

## Nidification
La femelle pond deux ou trois œufs. L'incubation dure 26 jours. Les jeunes demeurent 6 à 8 semaines au nid.

## Comportement
Il s'assemble en banc de plusieurs milliers d'oiseaux qui comprennent souvent de nombreux cacatoès rosalbins. L'oiseau généralement passe la nuit perché dans les arbres et s'envole de bon matin dans un vacarme assourdissant pour aller se nourrir de graines récupérées sur le sol. Il s'attaque aux récoltes de céréales et il est considéré comme nuisible dans la plus grande partie de l'Australie d'autant plus qu'il tue les arbres sur lesquels il se pose en détruisant l'écorce des petites branches.

## Galerie

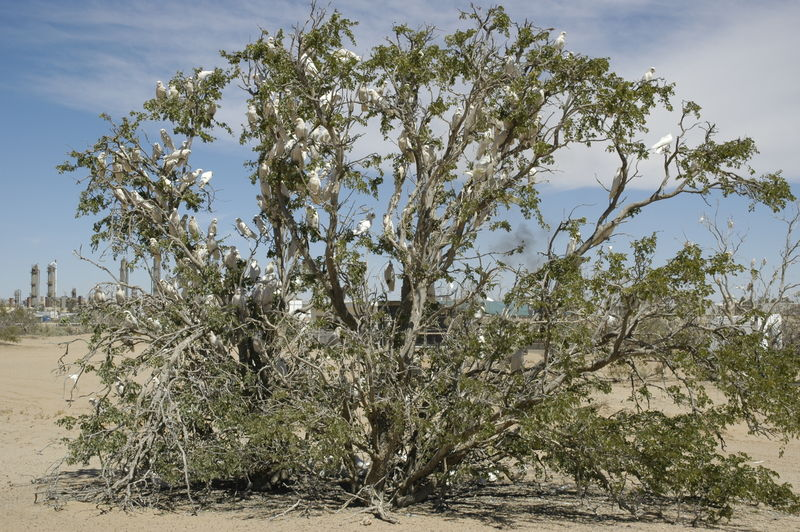
Groupe de Cacatoès corella à Moomba Gas Fields, Australie Méridionale
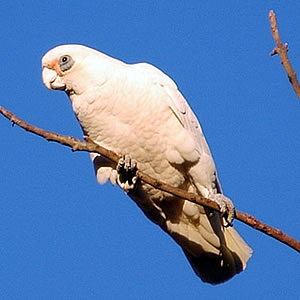
Cacatoès corella